# Arqueodontosaure
L'arqueodontosaure (Archaeodontosaurus, "llangardaix dentat antic") és un gènere de dinosaure sauròpode que va viure al Juràssic mitjà. Les seves restes fòssils foren trobades a Madagascar. L'espècie tipus, Archaeodontosaurus descouensi, va ser descrita el setembre del 2005. El nom específic fa honor a qui el va trobar, Didier Descouens. Probablement és un sauròpode, amb dents similars a les dels prosauròpodes.